# 칠일 전투
칠일전투(Seven Days Battles)는 남북 전쟁 동부 전선의 일부이며, 1862년 6월 25일부터 7월 1일까지 7일 간 여섯 차례 큰 전투가 연속해서 벌어졌다. 남군 장군 로버트 E. 리가 침입해 온 북군의 조지 매클렐런 소장이 지휘하는 포토맥 군을 리치먼드 부근에서 버지니아 반도 아래로 쫓아냈다. 이 전투는 반도 방면 작전의 마지막 단계가 되었으며, 독립적인 작전이 아니었다.
칠일전투는 6월 25일에 북군이 공격한 소규모의 오크 그로브 전투에서 시작되었지만, 리 군은 6월 26일에 비버댐 크릭 전투, 6월 27일의 게인즈밀 전투, 6월 27일과 6월 28일 가넷츠 앤 골딩스 팜 전투와 6월 29일의 사베이지 역에서 북군의 후위 공격으로 이어지는 연속 공격을 시작한 것으로, 북군의 매클렐런은 곧바로 주도권을 잃었다. 조지 매클렐런이 이끄는 포토맥 군은 후퇴를 계속하여, 안전 구역인 제임스 강 해리슨스 랜딩으로 향했다. 리 군이 북군을 잡을 마지막 기회는 6월 30일의 글렌데일 전투였지만 명령대로 군이 움직이지 않았고, 북군이 맬번 힐의 견고한 방어 진지로 도주하는 것을 허용했다. 7월 1일의 맬번힐 전투는 리 장군이 쓸모없는 정면 공격을 감행하여 강력한 보병과 포병의 방어로 큰 손실을 입었다.
칠일전투는 매클렐런 군이 제임스 강에 인접한 비교적 안전한 장소까지 철수를 했지만, 퇴각 과정에서 약 16,000명의 손실을 냈다. 리 군은 이레 동안 공세를 계속했지만, 20,000명 이상의 손실을 냈다. 리는 매클렐런이 더 이상 리치몬드에 위협이 될 수 없다고 확신하고 북쪽으로 이동하여 버지니아 북부 방면 작전과 메릴랜드 방면 작전을 수행했다.

## 참고 자료
- Burton, Brian K. Extraordinary Circumstances: The Seven Days Battles. Bloomington: Indiana University Press, 2001. ISBN 0-253-33963-4.
- Burton, Brian K. The Peninsula & Seven Days: A Battlefield Guide. Lincoln: University of Nebraska Press, 2007. ISBN 978-0-8032-6246-1.
- Editors of Time-Life Books. Lee Takes Command: From Seven Days to Second Bull Run. Alexandria, VA: Time-Life Books, 1984. ISBN 0-8094-4804-1.
- Eicher, David J. The Longest Night: A Military History of the Civil War. New York: Simon & Schuster, 2001. ISBN 0-684-84944-5.
- Esposito, Vincent J. (1959). 《West Point Atlas of American Wars》. New York: Frederick A. Praeger. OCLC 5890637.. The collection of maps (without explanatory text) is available online at the West Point website.
- Harsh, Joseph L. Confederate Tide Rising: Robert E. Lee and the Making of Southern Strategy, 1861–1862. Kent, OH: Kent State University Press, 1998. ISBN 0-87338-580-2.
- Kennedy, Frances H., ed. The Civil War Battlefield Guide[깨진 링크(과거 내용 찾기)]. 2nd ed. Boston: Houghton Mifflin Co., 1998. ISBN 0-395-74012-6.
- Miller, William J. The Battles for Richmond, 1862. National Park Service Civil War Series. Fort Washington, PA: U.S. National Park Service and Eastern National, 1996. ISBN 0-915992-93-0.
- Rafuse, Ethan S. McClellan's War: The Failure of Moderation in the Struggle for the Union. Bloomington: Indiana University Press, 2005. ISBN 0-253-34532-4.
- Salmon, John S. The Official Virginia Civil War Battlefield Guide. Mechanicsburg, PA: Stackpole Books, 2001. ISBN 0-8117-2868-4.
- Sears, Stephen W. George B. McClellan: The Young Napoleon. New York: Da Capo Press, 1988. ISBN 0-306-80913-3.
- Sears, Stephen W. To the Gates of Richmond: The Peninsula Campaign. Ticknor and Fields, 1992. ISBN 0-89919-790-6.
- National Park Service battle descriptions 보관됨 2005-04-09 - 웨이백 머신